# Давликеево (Казань)
Давликеево (Девликеево, тат. Дәүләкәй, Däwläkäy) — посёлок в Приволжском районе Казани.

## Расположение
Давликеево расположено в южной части Казани. Севернее и западнее находится Мирный, восточнее — коттеджный посёлок, южнее — посёлки Кояшлы и Петровский.

## История
Упоминается со второй половины XVI века; в первые века после захвата Казанского ханства русскими находилось во владении казанских митрополитов.
Четвёртая ревизия 1781 года выявила в деревне 192 ревизские души экономических крестьян.
На конец XIX века деревня имела земельный надел площадью 2258 десятины; кроме сельского хозяйства жители села занимались пчеловодством, бондарным промыслом, бортничеством, уходили на заработки в другие города. В начале XX века к приходу села Давликеево (церковь была основана в 1790 году) относилась деревня Борисково.
С середины XIX века до 1927 года деревня входила в Воскресенскую волость Казанского уезда Казанской губернии (с 1920 года — Арского кантона Татарской АССР). После введения районного деления в Татарской АССР в составе Казанского пригородного (1927—1938) и Столбищенского (1938—1958) районов. На низшем административном уровне в советское время входила в Давликеевский сельсовет, образованный в 1918 году и являлось его административным центром (1918—1932), затем в Борисковский сельсовет (1932—1934), затем вновь в Давликевский сельсовет (до 1958 года).
В 1958 году году Девликеево присоединено к Приволжскому району Казани.

## Улицы
- Акварельная
- Гумера Гали (часть)
- Давликеевская 10-я
- Давликеевская 11-я
- Давликеевская 12-я
- Давликеевская 13-я
- Давликеевская 1-я
- Давликеевская 2-я
- Давликеевская 3-я
- Давликеевская 4-я
- Давликеевская 5-я
- Давликеевская 6-я
- Давликеевская 7-я
- Давликеевская 8-я
- Давликеевская 9-я
- Земляничная 1-я
- Земляничная 2-я
- Кызыл Яр (часть)
- Новинка
- Новосельская 10-я
- Новосельская 12-я
- Новосельская 2-я
- Новосельская 3-я
- Новосельская 4-я
- Новосельская 5-я
- Новосельская 6-я
- Новосельская 7-я
- Новосельская 8-я
- Новосельская 9-я
- Новосельская
- Пологая
- Поперечно-Давликеевская
- Рахима Саттара
- Рощинская (часть)
- Рубежная 2-я
- Рубежная 3-я
- Рубежная 4-я
- Рубежная 5-я
- Рубежная
- Рубежный 2-й переулок
- Рубежный переулок

## Транспорт
До посёлка ходит автобусный маршрут № 23.